# Rio Lobo
Rio Lobo is een Amerikaanse western uit 1970 onder regie van Howard Hawks.

## Verhaal
Na de Amerikaanse Burgeroorlog werkt de noordelijke legerofficier Cord McNally samen met enkele ex-rebellen. Ze gaan op zoek naar een man, die informatie heeft doorgespeeld aan het Zuiden. Ze komen terecht in het stadje Rio Lobo. Daar gaan ze de strijd aan met een boevenbende, die wordt geleid door de overloper.

## Rolverdeling
| Acteur              | Personage                      |
| ------------------- | ------------------------------ |
| John Wayne          | Kolonel Cord McNally           |
| Jorge Rivero        | Kapitein Pierre Cordona        |
| Jennifer O'Neill    | Shasta Delaney                 |
| Jack Elam           | Phillips                       |
| Christopher Mitchum | Sergeant Tuscarora Phillips    |
| Victor French       | Ketcham                        |
| Susana Dosamantes   | María Carmen                   |
| Sherry Lansing      | Amelita                        |
| David Huddleston    | Dr. Ivor Jones                 |
| Mike Henry          | Sheriff Blue Tom Hendricks     |
| Bill Williams       | Blackthorne Sheriff Pat Cronin |